# Acacia gerrardii
Acacia gerrardii é uma espécie de leguminosa do gênero Acacia, pertencente à família Fabaceae.